# Erannis beschkovi
Erannis beschkovi är en fjärilsart som beskrevs av Julius Ganev 1987. Erannis beschkovi ingår i släktet Erannis och familjen mätare. Inga underarter finns listade i Catalogue of Life.